# 슬래브 (지질학)
슬래브(Slab)는 해구에서 섭입한 이후의 해양판을 가리키는 말이다. 해구를 지나 대륙판 아래로 섭입, 침강한 해양판은 맨틀 속으로 가라앉다가 깨지거나 지하 깊은 곳에서 스태그넌트 슬래브(Stagnant slab)가 되어 큰 각도로 젖혀져 지진을 일으킬 수 있다. 해양판이 맨틀로 가라앉은 슬래브(판)에서 일어나므로 "슬래브 내 지진", "슬래브 내부 지진"이라고 부른다. 진원 깊이가 매우 깊은 곳에서 일어나므로 단순히 심발지진이라고 부르기도 한다.

## 같이 보기
- 해구 외부 융기대